# Vernex
Vernex est une localité au centre de la commune de Montreux (tout près de la gare actuelle) dans le canton de Vaud en Suisse.
Elle se trouve au bord du lac Léman et est partagé en deux parties, Vernex-dessous et Vernex-dessus, qui sont séparées par la voie du chemin de fer.
Le Montreux Palace se trouve sur le territoire de Vernex.